# Nils (album)
Nils is een muziekalbum van Nils Lofgren uit 1979. De elpee deed het vooral goed in verschillende West-Europese landen.
Het album opent met het nummer No mercy dat veel weg heeft van The boxer van het Amerikaanse duo Simon & Garfunkel. Verder bevat het nog het nummer Shine silently dat in de Belgische en Nederlandse hitlijsten terechtkwam. Anders dan op zijn eerdere albums schreef Lofgren niet alle nummers zelf noch alleen, maar liet hij zich bijstaan door anderen zoals Dick Wagner en Lou Reed.

## Hitnoteringen
| Hitlijst                | notering |
| ----------------------- | -------- |
| Duitsland               | 21       |
| Zweden                  | 35       |
| Nederland               | 50       |
| Billboard Album Top 200 | 54       |

## Nummers
| Nummer | naam              | geschreven door                                     | duur |
| ------ | ----------------- | --------------------------------------------------- | ---- |
| A1     | No mercy          | Nils Lofgren                                        | 4:05 |
| A2     | I'll cry tomorrow | Dick Wagner, Lou Reed en Nils Lofgren               | 4:26 |
| A3     | Baltimore         | Randy Newman                                        | 6:27 |
| A4     | Shine silently    | Dick Wagner en Nils Lofgren                         | 3:41 |
| B1     | Steal away        | Dick Wagner en Nils Lofgren                         | 4:05 |
| B2     | Kool skool        | Bob Babbitt (Robert Andrew Kreinar) en Nils Lofgren | 3:17 |
| B3     | A fool like me    | Lou Reed en Nils Lofgren                            | 3:09 |
| B4     | I found her       | Lou Reed en Nils Lofgren                            | 3:33 |
| B5     | You're so easy    | Bob Ezrin, Dick Wagner, Nils en broer Tom Lofgren   | 6:00 |